# Vịnh Miyako
Vinh Miyako (宮古湾 Miyako-wan) là một vịnh thuộc tỉnh Iwate, Nhật Bản.